# Greg Halford
Gregory Halford (né à Chelmsford le 8 décembre 1984) est un footballeur anglais évoluant au poste de défenseur central.

## Carrière
Le 1er juillet 2015 il rejoint Rotherham United.
Le 26 novembre 2015, il est prêté à Birmingham City.
Le 6 janvier 2017, il rejoint Cardiff City qu'il quitte en juillet 2018 après la fin de son contrat.

## Palmarès

### En club
- Cardiff City
  - Vice-champion de l'EFL Championship (D2) en 2018

### Distinctions personnelles
- Équipe-type de la saison 2005-2006 avec Colchester United - D3